# مجموعه خدیجه خاتون
مجموعه خدیجه خاتون مربوط به سدهٔ ۷ و ۸ ه.ق است و در شهرستان قم، بخش مرکزی، واقع در دشت نجم‌آباد واقع شده و این اثر در تاریخ ۲۵ اسفند ۱۳۸۰ با شمارهٔ ثبت ۵۰۱۸ به‌عنوان یکی از آثار ملی ایران به ثبت رسیده است.